# Aston Martin V8 Zagato
Aston Martin V8 Zagato – samochód sportowy klasy średniej produkowany przez brytyjską markę Aston Martin w latach 1986 - 1990.

## Historia i opis modelu

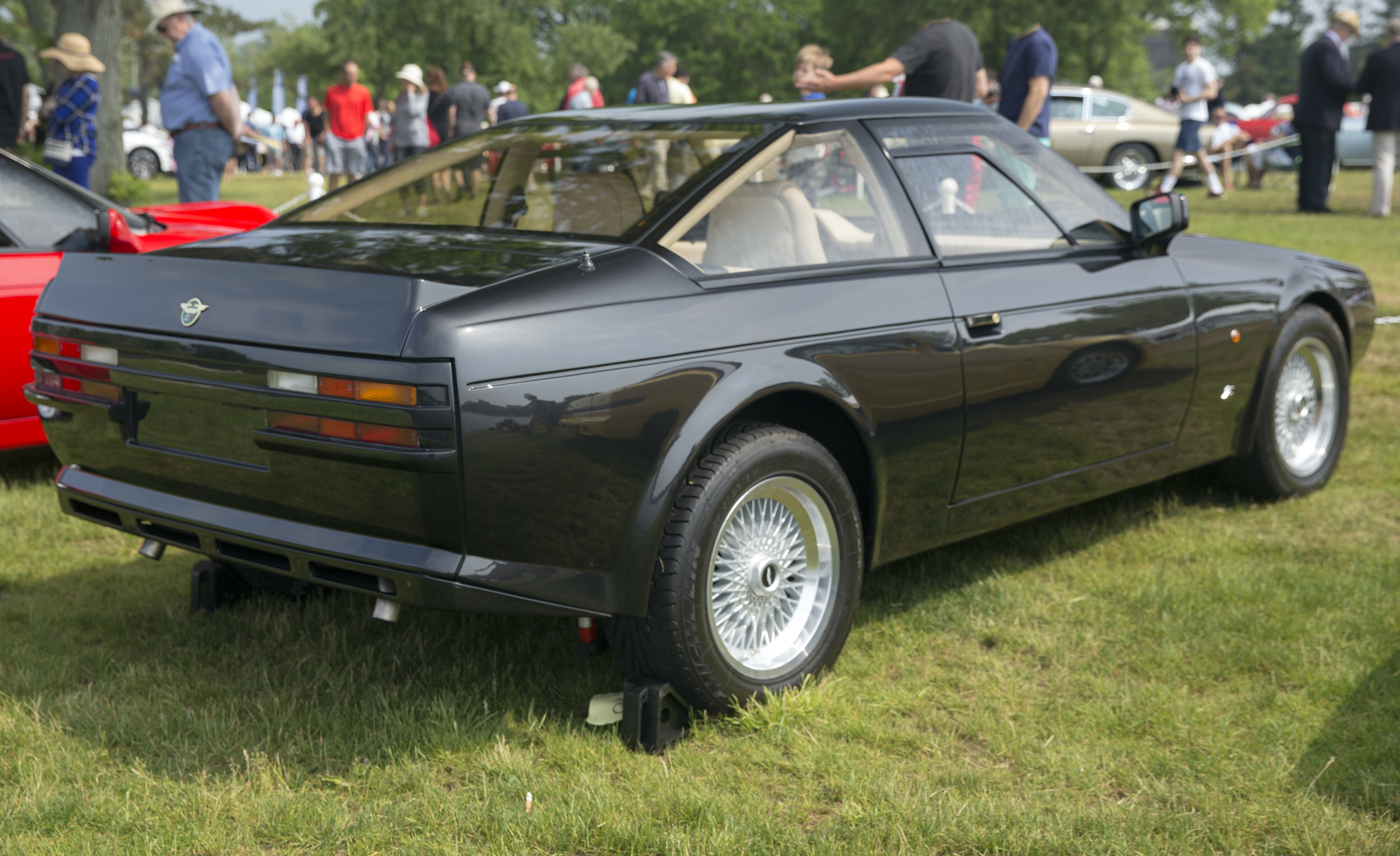
Aston Martin V8 Zagato - tył

Dostępny jako 2-drzwiowe coupé lub 2-drzwiowy kabriolet. Do napędu użyto silnika V8 o pojemności 5,3 l. Moc przenoszona była na tylną oś poprzez 5-biegową manualną skrzynię biegów. Powstało 89 egzemplarzy modelu.

### Silnik
- V8 5,3 l (5341 cm³), 2 zawory na cylinder, DOHC
- Układ zasilania: cztery gaźniki Weber
- Średnica × skok tłoka: 100,00 mm × 85,00 mm
- Stopień sprężania: 10,2:1
- Moc maksymalna: 438 KM (322,1 kW) przy 6000 obr./min
- Maksymalny moment obrotowy: 536 N•m przy 5100 obr./min

### Osiągi
- Przyspieszenie 0-100 km/h: 5,0 s
- Prędkość maksymalna: 300 km/h